# 圣安杰洛罗马诺
圣安杰洛罗马诺（義大利語：Sant'Angelo Romano），是意大利拉齐奥大区罗马首都广域市的一个市镇。总面积21.45平方公里，人口4542人，人口密度211.7人/平方公里（2009年）。ISTAT代码为058098。